# Proagra stabilis
Proagra stabilis är en fjärilsart som beskrevs av W. Warren 1909. Proagra stabilis ingår i släktet Proagra och familjen mätare. Inga underarter finns listade i Catalogue of Life.